# Bitwa pod Plewną
Bitwa pod Plewną – jedna z najbardziej zaciętych bitew drugiej połowy XIX wieku stoczona pod twierdzą Plewna między armią turecką a połączonymi armiami rosyjską i rumuńską. Bitwa ta stanowiła część toczonej w latach 1877–1878 wojny rosyjsko-tureckiej na Bałkanach. Nieustępliwie broniona od lipca 1877 przez wojska tureckie twierdza skapitulowała dopiero w wyniku czwartego szturmu rosyjsko-rumuńskiego w grudniu 1877 roku.

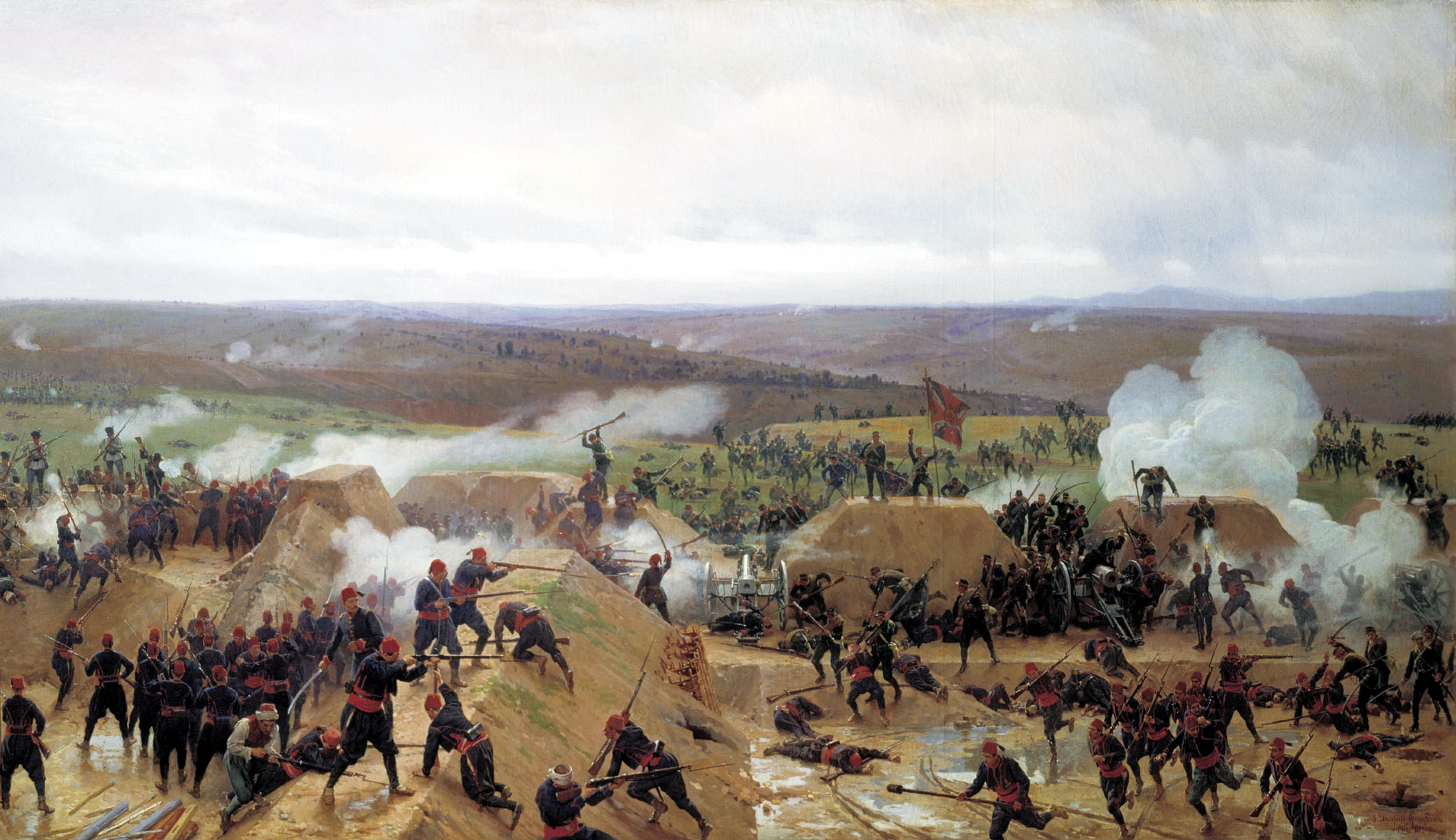
Atak na redutę - obraz Dimitriewa-Orenburskiego.

## Pierwszy szturm
Plewna, znajdująca się na północny wschód od Sofii, stanowiła wówczas najsilniejszą twierdzę turecką w Bułgarii. Po wybuchu wojny rosyjsko-tureckiej uporczywe walki o opanowanie jej trwały prawie pół roku, tj. od 8 (20) lipca do 28 listopada (10 grudnia) 1877. Po sforsowaniu Dunaju przez wojska rosyjskie dowództwo tureckie 2 (14) lipca skierowało w kierunku Plewny z Widynia korpus Osmana Nuri-Paszy (przybył pod Plewnę 7 (19) lipca) w celu uderzenia w skrzydło wojsk rosyjskich, zerwania natarcia i związania sił armii rosyjskiej na Bałkanach. Dowództwo rosyjskie po zajęciu Nikopola 4 (16) lipca wydzieliło do zajęcia Plewny oddział gen. J. I. Szilder-Szuldnera (ok. 9 tys. żołnierzy), który bez przeprowadzenia rozpoznania podszedł pod Plewnę wieczorem 7 (19) lipca. Podjęte 8 (20) lipca przez rosyjskie pułki rozczłonkowane ataki zostały odparte przez garnizon turecki (15 tys. żołnierzy) z dużymi stratami Rosjan (ok. 2,5 tys. żołnierzy). Pierwszy szturm na silnie bronioną twierdzę zakończył się niepowodzeniem wojsk rosyjskich.

## Drugi szturm
Dowództwo rosyjskie w czasie drugiego szturmu Plewny wydzieliło przeciwko Turkom korpus gen. N.P. Kridenera (ponad 26 tys. żołnierzy i 140 dział). Wzmocniony garnizon turecki liczył wówczas 22–24 tys. żołnierzy i 58 dział. Kridener przyjmując, że siły tureckie są trzy razy większe, działał bez zdecydowania. Obrona turecka nie została rozpoznana, ataki prowadzono ze wschodu i południowego wschodu od czoła, na najbardziej ufortyfikowane odcinki obrony. Wojska wprowadzano do walki oddzielnymi oddziałami. W rezultacie szturm był odbity ze stratami po stronie Rosjan ok. 7 tys. żołnierzy. Turcy stracili ok. 4 tys. żołnierzy.

## Trzeci szturm
Dowództwo Naczelne armii rosyjskiej po kolejnym niepowodzeniu zdobycia twierdzy rozpoczęło koncentrację dużych sił. Turcy przygotowywali się do silnej obrony. Utrata Plewny przedstawiała niebezpieczeństwo zdobycia przez Rosjan przepraw na Dunaju. Do trzeciego szturmu Rosjanie skoncentrowali 83 tys. żołnierzy i 424 działa (w tym 32 tys. żołnierzy i 108 dział rumuńskich), przeciw 34 tys. żołnierzy i 78 dział Turków. Naczelnym dowódcą trzeciego szturmu był formalnie książę rumuński Karol I, a faktycznie szef sztabu gen. lejtnant P.D Zotow. W czasie walk pod Plewną był obecny także car rosyjski Aleksander II i wielki książę Mikołaj Mikołajewicz Romanow. Przygotowanie i prowadzenie trzeciego szturmu było niewłaściwe, tak jak i dwóch poprzednich. Szczególnie kierunki głównych uderzeń były wybrane niewłaściwie. Rosyjsko-rumuńskim wojskom 30 sierpnia (11 września) udało się, z dużymi stratami, opanować tylko jedną redutę obronną na zachód od Plewny. Na południowy wschód od Plewny wojska rosyjskie poniosły olbrzymie straty i nie mogły pokonać obrony tureckiej. Tylko na kierunku pomocniczym, na lewym skrzydle tj. na południowy zachód od Plewny oddziałowi gen. majora M.D Skobielewa udało się zdobyć tureckie pozycje i podejść bezpośrednio pod twierdzę. 31 sierpnia (12 września) rosyjskie naczelne dowództwo, nie patrząc na to, że w tym czasie na pozostałych odcinkach (wschodnim i płd. wschodnim) nie było prowadzone natarcie nie wzmocniło oddziałów Skobielewa i zmuszony on był pod wpływem silnej obrony wycofać się. Wojska rosyjsko-rumuńskie straciły ok. 16 tys. żołnierzy, a doskonale dowodzeni przez Osmana Nuri-Paszę Turcy ok. 3 tys.

## Czwarty szturm i zdobycie Plewny
1 (13) września 1877 podjęto decyzję o blokadzie Plewny. Z Petersburga, w celu dowodzenia operacją, był skierowany generał inżynier Eduard Iwanowicz Totleben (saper fortyfikator). W październiku utworzono z jednostek gwardyjskich oddział gen. J.W. Romejko-Gurko, który opanował punkty oporu Turków na drodze Plewna – Sofia, w rezultacie czego 36-tysięczny garnizon został okrążony 20 października (2 listopada). 28 listopada (10 grudnia) Osman Nuri-Pasza po bezowocnej próbie przebicia w kierunku Sofii i wyjścia z okrążenia (stracił 6 tys. żołnierzy) poddał się wraz z ok. 30 tys. żołnierzy.
Zdobycie Plewny dało możliwość dowództwu rosyjskiemu skierowania ponad 100 tys. żołnierzy do dalszych operacji zaczepnych na Bałkanach.

## Konsekwencje
Bitwa miała rozliczne konsekwencje dla rozwoju wojskowości w Europie. W czasie działań pod Plewną wypracowano nowe formy i sposoby blokady i okrążenia. Armia rosyjska zmodyfikowała taktykę piechoty, m.in. użycie tyraliery w natarciu pod ogniem przeciwnika, łączenie ognia i ruchu w natarciu, a także wykorzystanie okopów w natarciu. Bitwa pokazała znaczenie umocnień polowych, współdziałania piechoty i artylerii, rolę artylerii ciężkiej w czasie przygotowania ataku na pozycje umocnione (po raz pierwszy użyto pocisków burzących) oraz kierowania ogniem artylerii przy strzelaniu z pozycji zakrytych.
Tureccy obrońcy mimo przewagi nacierających byli w stanie zadać im znaczne straty dzięki nowocześniejszej broni strzeleckiej. Doświadczenia wojny w połączeniu z obserwacjami wyniesionymi z bitwy pod Sadową uświadomiły europejskim armiom potencjał nowoczesnych modeli broni strzeleckiej: karabinów odtylcowych oraz powtarzalnych wyposażonych w magazynki.
Podczas gdy Rosjanie wyposażeni byli głównie w przebudowane z broni odprzodowej karabiny Krnka (maksymalny zasięg 850 metrów przy szybkostrzelności 9 strzałów na minutę) oraz powoli zastępujący go karabin Berdana (zasięg efektywny 284 m, 8 strz./min). 
Imperium Osmańskie w przededniu wybuchu konfliktu z Rosją zamówiło w zakładach Winchestera 50 tysięcy karabinów M1866. Ten powtarzalny karabin z magazynkiem tubowym (7–14 naboi) był śmiertelną bronią dla oblegających twierdzę wojsk rosyjsko-rumuńskich. To właśnie m.in. użyciu tej broni przypisuje się opóźnienie w zdobywaniu Plewny prawie o pół roku i ogromne straty atakujących. Wojsko tureckie podczas bitwy najpierw używało przeciwko atakującym odtylcowych karabinów dalekiego zasięgu M1872 Peabody-Martini (zasięg efektywny 370 metrów, maksymalny 1700, 12 strz./min), a gdy wróg zbliżył się dostatecznie na dystans ok. 200 metrów, obrońcy wykorzystywali szybkostrzelność karabinów Winchester dziesiątkując atakujących.

## Uczestnicy bitwy
- Edward Castellaz
- Józef Prokopowicz